# Myhkyrinsaari (ö i Norra Savolax, Kuopio, lat 63,19, long 27,22)
Myhkyrinsaari är en ö i Finland. Den ligger i sjön Maaninkajärvi och i kommunen Kuopio i den ekonomiska regionen  Kuopio ekonomiska region  och landskapet Norra Savolax, i den centrala delen av landet, 400 km norr om huvudstaden Helsingfors. Öns area är 10,8 hektar och dess största längd är 460 meter i sydöst-nordvästlig riktning.